# مجمع السيف

رسم تخيلي لمجمع السيف بعد عملية التحديث

مجمع السيف أو السيف مول (بالإنجليزية: Seef Mall)‏ هو ثاني أكبر المجمعات التجارية في البحرين. يقع المجمع في ضاحية السيف شمال مجمع البحرين وغرب مجمع العالي.
يحتوي على أكثر من 200 محل تجاري بالإضافة إلى مجمعي سينما، والكثير من المطاعم، ومركز ترفيه للصغار والكبار "مجك أيلاند"، كما يحتوي فندق.
في 16 يناير 2011 كشفت شركة عقارات السيف (المالكة لمجمع السيف) عن مشروع لتحديث المجمع بكلفة 2.5 مليون دينار بحريني بدأ العمل فيها في ديسمبر. ويتوزع المشروع الذي فازت به شركة «المؤيد أنتريرز» كمقاول مشروع على عشر مراحل تضم تصميمات معاصرة وجديدة بالكامل مع تحديث لقاعات الطعام والممرات وعدد من المرافق.

## وصلات خارجية
- الموقع الرسمي لمجمع السيف